# Міхаела Млейнкова
Міхаела Млейнкова (Michaela Mlejnková; 26 липня 1996) — чеська волейболістка, діагональний нападник. Переможниця Кубка претендентів 2024 і Золотої євроліги 2019.

## Із біографії
У складі національної збірної виступала на чемпіонатах Європи (2013, 2015, 2017, 2021, 2023), розіграшах Всесвітнього гран-прі (2013, 2014, 2015, 2016, 2017), Кубка претендентів (2019, 2024) і Золотої євроліги

## Клуби
| Роки      | Команди                |
| --------- | ---------------------- |
| 2011—2015 | «Олімп» (Прага)        |
| 2015—2018 | «Альянс» (Штутгарт)    |
| 2018—2020 | «Девелопрес» (Ряшів)   |
| 2020—2021 | «Альянс» (Штутгарт)    |
| 2021—2022 | «Волеро» (Ле-Канне)    |
| 2022—2023 | «Сігорта Шоп» (Анкара) |
| 2023—2024 | «Олімпіакос» (Пірей)   |
| 2024—     | «Бергамо 1991»         |

## Досягнення
Кубок претендентів
- Перше місце (1): 2024
- Друге місце (1): 2019

Золота євроліга
- Перше місце (1): 2019
- Друге місце (2): 2022, 2024

Чемпіонат Франції
- Перше місце (1): 2022

Кубок Франції
- Перше місце (1): 2022

Кубок Німеччини
- Перше місце (1): 2017

Кубок Греції
- Перше місце (1): 2024

## Статистика
Статистика виступів у збірній Чехії на чемпіонатах Європи:
| Сезон  | Команда | Турнір           | Фінальний турнір | Фінальний турнір | Фінальний турнір | Фінальний турнір | Примітки |
| Сезон  | Команда | Турнір           | Ігри             | Сети             | Очки             | Ср.              | Примітки |
| ------ | ------- | ---------------- | ---------------- | ---------------- | ---------------- | ---------------- | -------- |
| 2013   | Чехія   | Чемпіонат Європи | 3                | 3                | 2                | 0,67             |          |
| 2015   | Чехія   | Чемпіонат Європи | 4                | 11               | 23               | 2,09             |          |
| 2017   | Чехія   | Чемпіонат Європи | 4                | 11               | 28               | 2,55             |          |
| 2021   | Чехія   | Чемпіонат Європи | 6                | 22               | 80               | 3,64             |          |
| 2023   | Чехія   | Чемпіонат Європи | 7                | 25               | 88               | 3,52             |          |
| Всього | Всього  | Всього           |                  |                  |                  | ,                |          |